# Stefan Kappacher
Stefan Kappacher (* 1962 in Hall in Tirol) ist ein österreichischer Journalist mit Arbeitsschwerpunkt österreichische Innenpolitik.

## Leben und Wirken
Kappacher besuchte die Volksschule in Zams und anschließend das akademische Gymnasium in Innsbruck. An der Universität Wien studierte er Politikwissenschaft und Publizistik.
Anfänglich arbeitete Kappacher als Wirtschaftsredakteur in der Wiener Redaktion der Tiroler Tageszeitung und wechselte nach drei Jahren in das Resort Innenpolitik. Von 1990 bis 2001 war er Leiter der Wiener Redaktion und Ressortleiter Innenpolitik der Tiroler Tageszeitung. Seit 2002 ist er als Redakteur beim ORF beschäftigt. Von der Radio-Innenpolitik wechselte er 2006 zum ORF-Fernsehen ins Ressort Innenpolitik. Von 2006 bis 2008 war er im Team der ZiB 2. Seit Oktober 2008 ist Kappacher wieder als Redakteur der Radio-Innenpolitik tätig. Seit Mai 2017 gestaltet er gemeinsam mit Rosanna Atzara und Nadja Hahn das monatliche Ö1-Medienmagazin #doublecheck.
In seinem Blog gehörtgebloggt äußert er sich seit 2013 kritisch zur österreichischen Innenpolitik. An der Donau-Universität Krems war er Vortragender im Lehrgang Politische Kommunikation.
Kappacher wohnt in Klosterneuburg.

## Auszeichnungen
- 2015: Journalist des Jahres in der Kategorie Innenpolitik[7]
- 2016: Dr.-Karl-Renner-Publizistikpreis im Bereich Online[8]
- 2018: Robert-Hochner-Preis[9]